# مک‌کلور (ویرجینیا)
مک‌کلور (به انگلیسی: McClure) یک منطقهٔ مسکونی در ایالات متحده آمریکا است که در Dickenson County واقع شده‌است. مک‌کلور ۴۴۹٫۸۹ متر بالاتر از سطح دریا واقع شده‌است.